# Johann Georg Orschler
Johann Georg Orschler  (auch Johann Georg Orsler; * um 1698 in Breslau, Fürstentum Breslau; † 4. Oktober 1777 in Wien) war ein schlesischer Komponist und Violinist.

## Leben und Wirken
Johann Georg Orschler erhielt ersten Musikunterricht bei Michael Kirsten (1682–1742), dem Organisten der Magdalenenkirche in Breslau. Er fand eine erste Anstellung als Page beim musikliebenden Grafen Zierotin in Falkenberg im Fürstentum Oppeln. Dieser finanzierte ihm weitere musikalische Studien, so erhielt er bei Johann Otto Rosetter (1690–1752) Violinunterricht, und Johann Joseph Fux unterrichtete ihn in Komposition. Um 1726 lebte Orschler in Prag und ab 1730 war er Violinist beim Olmützer Erzdiakon, dem Grafen von Thurn und Valsassina. Von 1731 bis 1736 war er auf Schloss Holešov als Hofmeister in Diensten von Franz Anton Graf von Rottal; sein Nachfolger wurde Ignaz Holzbauer. Von 1736 bis etwa 1750 war er Kapellmeister des Fürsten Liechtenstein. Zuletzt wurde er als Mitglied der Wiener Hofmusikkapelle geführt.